# Dosis letal mínima
La dosis letal mínima (DLM) es la dosis más baja por la que una sustancia administrada produce la muerte de un individuo. Este concepto es, por tanto, diferente de otros términos de dosificación, como los de dosis letal 50 (DL50), dosis tóxica o dosis mortal.